# チャールズ・スワン三世の頭ン中
『チャールズ・スワン三世の頭ン中』（チャールズ・スワンさんせいのあたまンなか、A Glimpse Inside the Mind of Charles Swan III）は2012年のアメリカ合衆国のコメディ映画。監督はロマン・コッポラ、出演はチャーリー・シーンとジェイソン・シュワルツマンなど。お騒がせ俳優であるチャーリー・シーンが、彼とイメージの重なる1970年代のお騒がせセレブの主人公に扮したカルトテイストのコメディである。
2012年11月15日にローマ国際映画祭にて初上映され、本国米国では2013年2月8日に公開された。日本では劇場未公開だが、2013年12月8日にWOWOWで放送された。
本作はA24が配給した最初の映画作品である。

## ストーリー
1970年代のカリフォルニアを舞台に、成功したグラフィックデザイナーで女好きのチャールズ・スワン3世が、恋人イヴァナにふられたことをきっかけに自暴自棄となり、自分のデザイン会社の立て直しという現実に迫られながらも、バカバカしい妄想を繰り広げる姿を描く。

## キャスト
- チャールズ・スワン3世: チャーリー・シーン - グラフィックデザイナー。妄想癖。
- カービー・スター: ジェイソン・シュワルツマン - チャールズの親友。ミュージシャン。
- サウル: ビル・マーレイ - チャールズのマネージャー。妻との関係に悩む。
- イヴァナ: キャサリン・ウィニック - チャールズの元恋人。女優。
- イジー: パトリシア・アークエット - チャールズの妹。作家。既婚で子持ち。
- マーニー: オーブリー・プラザ - チャールズの優秀なアシスタント。
- ケイト: メアリー・エリザベス・ウィンステッド
- 医師: ダーモット・マローニー
- サンチェス: リチャード・エドソン

## 作品の評価
Rotten Tomatoesによれば、批評家の一致した見解は「うんざりするほど独りよがりで、物語のまとまりに欠ける、この『チャールズ・スワン三世の頭ン中』には思考のための食料となるものがほとんどない。」であり、56件の評論のうち高評価は16%にあたる9件のみで、平均点は10点満点中3.50点となっている。
Metacriticによれば、22件の評論のうち、高評価は2件、賛否混在は8件、低評価は12件で、平均点は100点満点中28点となっている。